# За що ми любимо Богдана?
«За що ми любимо Богдана?» — чотиривірш Тараса Шевченка, написаний між 1845—1846 роками. Твір присвячений гетьману Богдану Хмельницькому.

## Написання та публікація
автограф не датовано. Вірш датується часом, коли Шевченко мав при собі цю збірку, орієнтовно: середина 1845-го — перша половина 1846 року.
Єдиний відомий текст — автограф на останньому аркуші рукописної збірки «Wirszy T. Szewczenka» 1844 року, укладеної Я. П. де Бальменом, яка зберігається в Інституті літератури ім. Т. Шевченка. Я. П. де Бальмен переслав цю збірку В. О. Закревському для передачі Шевченкові. Твір записано олівцем на останній сторінці збірки, використаній як випадковий чистий аркуш (текст записано перевернено). Ймовірно, цей експромт становив або репліку в суперечці, або коментар до щойно прочитаного, або начерк до так і не написаного твору. В тексті Шевченко зробив одне виправлення у рядку 3.
Вперше вірш надруковано в журналі «Стара Україна» (Львів. 1925 рік. № 3/4. Стор. 59; публікація К. Й. Студинського).
Уперше введено до зібрання творів у виданні: «Шевченко Т. Г. Повне зібрання творів: У 10 т.» (Київ, 1951 рік, том 1, стор. 292).

## Зміст
Фрагмент «За що ми любимо Богдана?..» написано у роки, коли Шевченко багато думав над історичною долею України, шукаючи в минулому пояснення її сучасного стану.
Невідомо, чи є чотиривірш закінченим твором чи уривком або заготовкою до іншого твору, можливо, «Великого льоху».
Своїм змістом вірш перегукується з "«Розритою могилою», «Великим льохом» і «Стоїть в селі Суботові». Чотиривірш може бути уривком з іншого твору.

За що ми любимо Богдана?
За те, що москалі його забули,
У дурні німчики обули
Великомудрого гетьмана